# Chiquihuitillo
Chiquihuitillo är en ort i Mexiko.   Den ligger i kommunen Acatic och delstaten Jalisco, i den centrala delen av landet, 400 km väster om huvudstaden Mexico City. Chiquihuitillo ligger 1 738 meter över havet och antalet invånare är 172.
Terrängen runt Chiquihuitillo är platt åt sydost, men åt nordväst är den kuperad. Runt Chiquihuitillo är det ganska tätbefolkat, med 83 invånare per kvadratkilometer. Närmaste större samhälle är Acatic, 8,8 km öster om Chiquihuitillo. I omgivningarna runt Chiquihuitillo växer huvudsakligen savannskog.